# Vohitsaoka
Vohitsaoka is een plaats en commune in het zuiden van Madagaskar, behorend tot het district Ambalavao, dat gelegen is in de regio Haute Matsiatra. Tijdens een volkstelling in 2001 telde de plaats 10.150 inwoners.
De plaats biedt enkel lager onderwijs aan. 85 % van de bevolking werkt als landbouwer en 10 % houdt zich bezig met veeteelt. Het belangrijkste landbouwproduct is rijst; andere belangrijke producten zijn mais, maniok en bambara grondnoot. Verder is 5 % actief in de dienstensector.